# Chaise Tugendhat

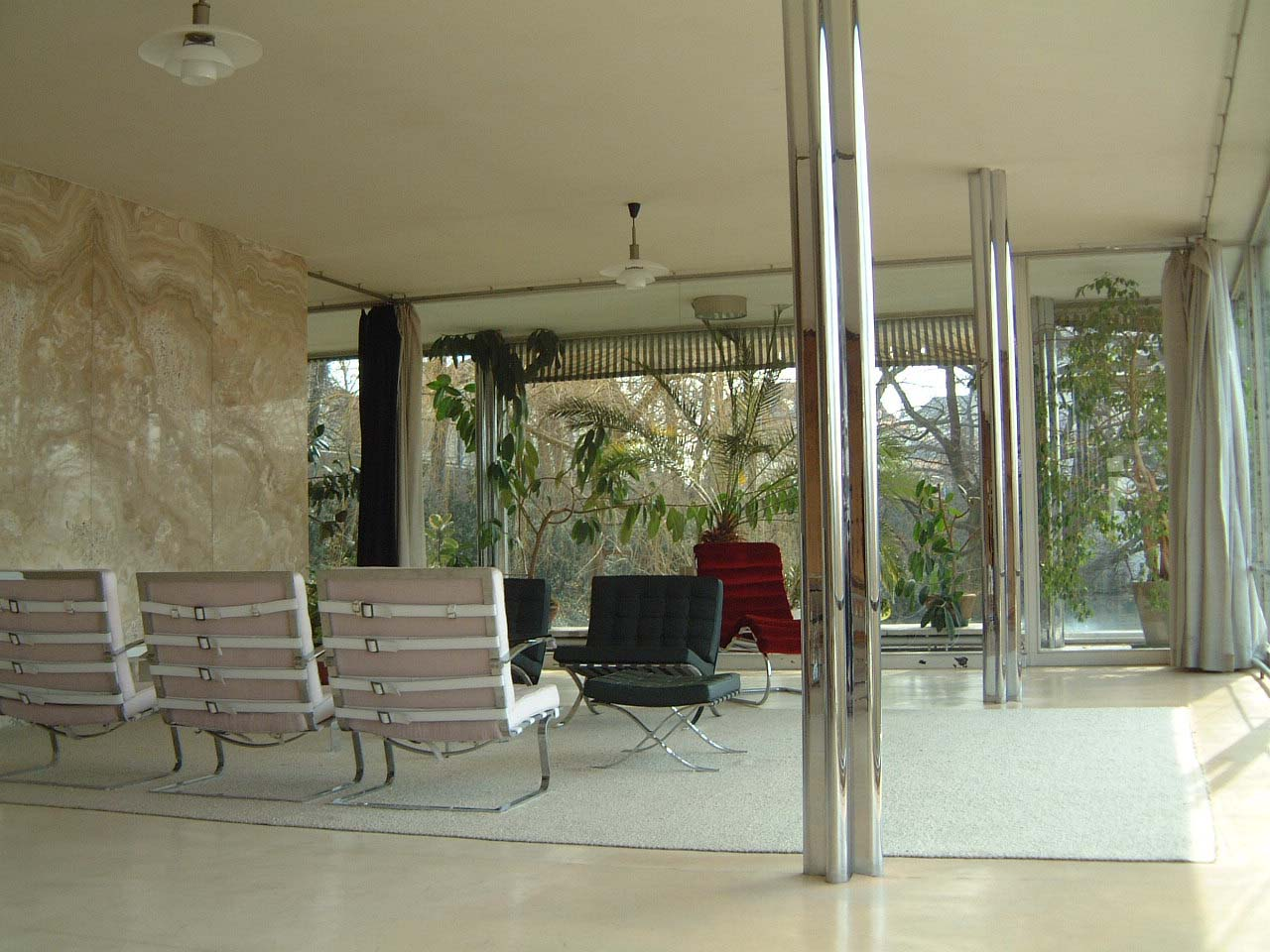
Chaises Tugendhat, dans un salon du même nom.

La chaise Tugendhat (modèle no MR70) est une chaise cantilever dans le style Moderne dessinée par Ludwig Mies van der Rohe en 1929-1930 pour la villa Tugendhat à Brno en Tchécoslovaquie.
En apparence la chaise Tugendhat est en quelque sorte un hybride des chaises Barcelone (1929) et Brno (1929-30) de Mies. Tout comme la chaise Barcelone, la chaise Tugendhat a une large assise en cuir noir matelassé, maintenue par des sangles en cuir montées une structure et un piétement en acier. Cependant, comme une variation de la chaise de Brno, le cadre est constitué d'un acier plat et solide en forme de C enrobant le siège pour créer une structure en porte-à-faux. Des versions existent avec ou sans accoudoirs en acier et cuir rembourré. Le métal était à l'origine de l'acier inoxydable poli, mais les exemplaires actuels sont chromés.
L'entreprise américaine Knoll a acquis les droits de fabrication de cette chaise en 1948.